# Giovanni Battista Rotario da Pralormo
Giovanni Battista Rotario da Pralormo (28 listopada 1684 w Pralormo, zm. 9 października 1766 w Turynie) – włoski kardynał.

## Życiorys
Urodził się 28 listopada 1684 roku w Pralormo, jako syn Carla Odone Rovero i Paoli Curbis. Studiował na Uniwersytecie Pizańskim, gdzie uzyskał doktorat utroque iure. 21 marca 1711 roku przyjął święcenia kapłańskie, a następnie został kanonikiem w Turynie. 1 października 1727 roku został wybrany biskupem Acqui Terme, a jedenaście dni później przyjął sakrę. W 1744 roku został arcybiskupem Turynu. 5 kwietnia 1756 roku został kreowany kardynałem prezbiterem i otrzymał kościół tytularny San Crisogono. Zmarł 9 października 1766 roku w Turynie.